# Inkomen
Inkomen is alles wat iemand als opbrengst van arbeid, bedrijf (onderneming), vastgoed (onroerend goed) of particulier vermogen geniet, bijvoorbeeld arbeidsloon, winst, huur, pacht, dividend of rente, en daarnaast eventuele uitkeringen.
Bij inkomen wordt veelal over geld gesproken – echter goederen of diensten kunnen ook tot het inkomen behoren. Teneinde het inkomen (voor een vergelijking of een berekening) in dezelfde eenheid te kunnen uitdrukken zal men de niet-geldelijke inkomens in een geldswaarde dienen uit te drukken.
Er wordt onderscheid gemaakt tussen drie soorten inkomens: primair, secundair en tertiair.
- Het primair inkomen wordt gedefinieerd zoals hierboven, zonder uitkeringen.
- Het secundair inkomen is het primair inkomen minus directe belastingen en sociale premies, en vermeerderd met inkomensoverdrachten (inkomens waarvoor geen prestatie wordt geleverd, bijvoorbeeld een uitkering).
- Het tertiair inkomen is het secundair inkomen minus indirecte prijsverhogende belastingen (zoals omzetbelasting (btw)), vermeerderd met prijsverlagende subsidies.

Bij het winnen van een prijs, het ontvangen van een erfenis, of een waardestijging van bezittingen (waaronder effecten), variëren de regels of deze meetellen als inkomen voor inkomstenbelasting, andere inkomensafhankelijke regelingen en statistieken. Er kunnen ook aparte belastingen over geheven worden.

## Nederland

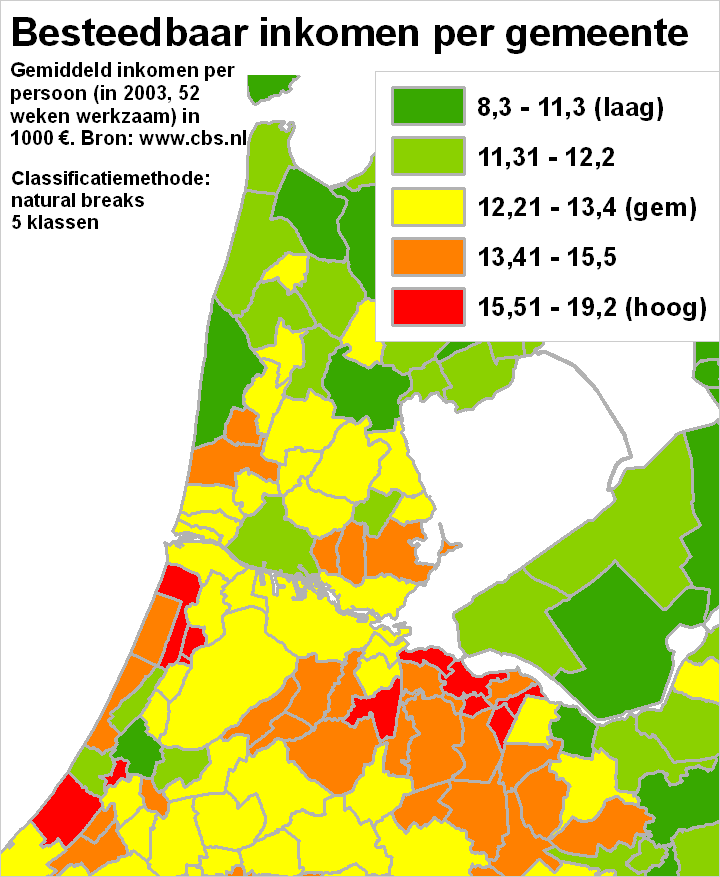
Besteedbaar inkomen in Nederland

Hoofdstuk IVA (art. 21 t/m 21k) van de Algemene wet inzake rijksbelastingen (AWR) regelt sinds 1 januari 2009 een basisregistratie: de Basisregistratie Inkomen (BRI), waarin inkomensgegevens met bijbehorende temporele en meta-kenmerken zijn opgenomen. Het inkomensgegeven is een authentiek gegeven.
In Nederland worden gegevens over de inkomens van de bevolking verzameld, statistisch verwerkt en gepubliceerd door het Centraal Bureau voor de Statistiek (CBS), dat als een gezaghebbende bron voor informatie daarover geldt, die ook door de regering wordt geraadpleegd voor de jaarlijkse vaststelling van de Rijksbegroting en belastingmaatregelen.
Onder meer wordt door het CBS jaarlijks het gemiddeld persoonlijk inkomen van de beroepsbevolking berekend, alsook het aantal personen dat gelet op de laagte van hun inkomen onder het sociaal minimum leeft.

### Inkomensafhankelijke regelingen
Afhankelijk van het inkomen zijn de verschuldigde inkomstenbelasting en premies volksverzekeringen.
Uitkeringen in de sociale zekerheid zijn vaak afhankelijk van het voormalige inkomen (als ze het wegvallen daarvan verzekeren) en/of van het huidige inkomen, zoals bij aanvulling tot het sociaal minimum, en bij inkomensafhankelijke toeslagen.
Ook eigen bijdragen in de zorg kunnen inkomensafhankelijk zijn, zoals de eigen bijdragein de Wet Maatschappelijke Ondersteuning (WMO) en de eigen bijdrage in de Wet Langdurige Zorg (WLZ).
Verder zijn er sinds 2013 inkomensafhankelijke verhogingen van huurprijzen van woonruimte.
Bij de overbruggingsregeling in de Algemene Ouderdomswet (AOW) speelt inkomen op drie manieren een rol, de eerste met positief, de andere twee met negatief effect op (het krijgen of de hoogte van) de overbruggingsuitkering: inkomen dat stopt waardoor een overbrugging nodig kan zijn, inkomen waarvan men had kunnen sparen waardoor men zelf voor overbrugging had kunnen zorgen, en doorlopend of nieuw inkomen waardoor overbrugging niet of minder nodig is.
Als twee mensen gaan samenwonen dan komen ze soms in mindere mate in aanmerking voor sociale zekerheid, toeslagen en heffingskortingen, door expliciete afhankelijkheid van de huishoudsamenstelling, of door regelingen die uitgaan van het huishoudinkomen. Dit wordt gerechtvaardigd door de besparingen bij samenwonen.
Bij inkomensafhankelijke regelingen kan variëren welke inkomensbestanddelen meetellen. Verder is er bij de inkomstenbelasting een apart tarief voor elk van de drie boxen. Het verzamelinkomen is dan ook maar beperkt voor de inkomstenbelasting van belang, maar vormt bij veel andere regelingen wel de basis.
Vermogensinkomensbijtelling is een vermogensafhankelijke opslag op het inkomen waarmee gerekend wordt, waardoor een inkomensafhankelijke regeling ook vermogensafhankelijk gemaakt wordt.